# تاتیانا پاهوفووا
تاتیانا پاهوفووا (اسلواکی: Tatiana Pauhofová؛ ‏ ۱۳ اوت ۱۹۸۳ – ) بازیگر اهل کشور اسلواکی است. وی از سال ۱۹۹۵ میلادی تاکنون مشغول فعالیت بوده‌است.
از فیلم‌ها یا برنامه‌های تلویزیونی که وی در آن نقش داشته‌است، می‌توان به تومان و بوته سوزان اشاره کرد.